# Ezio Pascutti
Ezio Pascutti (Mortegliano, 1 de junio de 1937-Bolonia, 4 de enero de 2017) fue un entrenador y jugador de fútbol italiano que jugaba en la demarcación de delantero.

## Selección nacional
Jugó un total de 17 partidos con la selección de fútbol de Italia, haciendo su debut el 9 de noviembre de 1958 en un partido contra Francia en calidad de amistoso. Además llegó a disputar la Copa Mundial de Fútbol de 1962 y la Copa Mundial de Fútbol de 1966. Su último partido lo jugó el 25 de junio de 1967 contra Rumania.

### Participaciones en Copas del Mundo
| Mundial                        | Sede       | Resultado      | Partidos | Goles |
| ------------------------------ | ---------- | -------------- | -------- | ----- |
| Copa Mundial de Fútbol de 1962 | Chile      | Fase de grupos | 1        | 0     |
| Copa Mundial de Fútbol de 1966 | Inglaterra | Fase de grupos | 1        | 0     |

## Clubes

### Como futbolista
| Club            | País   | Año         | Partidos | Goles |
| --------------- | ------ | ----------- | -------- | ----- |
| Bologna FC 1909 | Italia | 1955 - 1969 | 296      | 130   |

### Como entrenador
| Club                    | País   | Año         |
| ----------------------- | ------ | ----------- |
| SSD Vis Pesaro 1898     | Italia | 1969 - 1970 |
| ASD Stuoie Baracca Lugo | Italia | 1971 - 1973 |
| US Sassuolo             | Italia | 1973 - 1975 |
| US Russi                | Italia | 1975 - 1986 |
| US Sassuolo             | Italia | 1986 - 1987 |